# Ib Madsen
Ib Madsen, född 12 april 1942 i Köpenhamn, Danmark, är en dansk matematiker som sedan 2008 är professor i matematik vid Köpenhamns universitet och tidigare, 1983-2008, professor vid Aarhus universitet. Han invaldes 1998 som utländsk ledamot av Kungliga Vetenskapsakademien. Hans främsta forskningsintressen är algebraisk och geometrisk topologi. År 2002 blev Madsen och Michael Weiss kända för att bevisa Mumfords förmodan om kohomologin hos den stabila kartläggningsklassgruppen och för att utveckla topologisk cyklisk homologiteori.

## Biografi
Madsen tog kandidatexamen vid Köpenhamns universitet 1965 och doktorsexamen vid University of Chicago 1970 under handledning av J. Peter May. År 1971 tog han en fakultetstjänst vid Århus universitet, och han stannade där till 2008, då han flyttade till Köpenhamn. Bland hans doktorander finns Søren Galatius och Lars Hesselholt.